# アルベンガ
アルベンガ(イタリア語: Albenga)は、イタリア共和国リグーリア州サヴォーナ県にある、人口約24,000人の基礎自治体（コムーネ）。

## 地理

### 位置・広がり

#### 隣接コムーネ
隣接するコムーネは以下の通り。
- アラッシオ
- アルナスコ
- チェリアーレ
- チザーノ・スル・ネーヴァ
- オルトヴェーロ
- ヴィッラノーヴァ・ダルベンガ

### 地震分類
イタリアの地震リスク階級 (it) では、3 に分類される
。

## 行政

### 分離集落
アルベンガには、以下の分離集落（フラツィオーネ）がある。
- Bastia, Campochiesa, Leca, Lusignano, Salea, San Fedele

## 姉妹都市
- Dabas、ハンガリー 2004年